# 氰化钾
氰化钾，俗稱山埃钾、青酸加里，是氰化氢的钾盐，化学式為KCN。在一般環境下氰化鉀是一種呈无色或白色、有杏仁味、外观与糖相似并且易溶于水的固体。尽管有剧毒，但由於是能与元素金组成可溶化合物的极少数物质之一，因而常被用于珠宝的镀金和抛光。它有时也用于采取化学萃取法淘金的金矿开采（尽管氰化钠的应用更为普遍），且直到1970年代仍不时被用作滅鼠藥。

## 生产
氰化钾是通过用氢氧化钾水溶液处理氰化氢，然后在真空中蒸发溶液生产：
每年生产氰化钾约5万吨。

### 历史生产
公元1900年前，在卡斯纳法发明之前，亚铁氰化钾是碱金属氰化物的最重要来源。在这个历史过程中，氰化钾是通过分解亚铁氰化钾产生的：
其中，FeC2是计量比组成的混合物，包括α-Fe、C和Fe3C等。若在空气中热分解，则会有KFeO2等氧化产物。

## 化学性质
氰化钾可以和硫、硒和碲反应，分别产生硫氰酸钾、硒氰酸钾和碲化钾。

## 生理反应
與所有氰化物一样，氰化钾是生理上有效力的劇毒。它通過與铁原子在细胞色素中的亚铁血红素上形成的永久性鍵合，阻止了细胞电子转移鏈的組成。造成的结果就是使呼吸停止。
氰化钾对机体的作用与氰化钠相似。一旦摄入100–200mg的氰化钾，意识会在1分钟（甚至10秒）内丧失，这取决于身体的免疫力和胃中所剩余的食物量。在之后的約45分钟内，中毒者会陷入昏迷或深度睡眠，并且如在两小时内得不到有效治疗，就会死亡。在这个过程中，会出现抽搐的症状。死亡原因多为心跳骤停。

### 解毒
国际化学品安全方案(化学品安全/CEC评价解毒系列)。這個测量名單列舉了以下的解毒劑和它們的效用：氧氣、硫代硫酸钠、亞硝酸異戊酯、亚硝酸钠、4-二甲氨基苯酚、羟钴胺、钴化合物（乙二胺四乙酸二鈷），以及其他几个。其他常用推荐的办法為「溶液A和B」（硫酸亚铁與柠檬酸水溶液、碳酸钠水溶液）、亚硝酸异戊酯。
英国卫生安全局曾建议禁止使用溶液A和B，由于其保存期有限、有可能造成铁中毒以及使用條件受限（只有在有效氰化物吞食，而常見的中毒意外卻以皮肤接触和吸入為大宗）。健康安全的质疑，也有用亚硝酸异戊酯由于存货和供应问题，遭受濫用、缺乏证据显着的好处，而不推荐依地酸二钴。

### 自杀
不少掌握情報的人員（例：士兵、間諜）在執行任務前會於舌下放置氰化钾胶囊，一旦被俘就立刻咬破胶囊自盡，避免被嚴刑拷問而招供。
纳粹德国的赫尔曼·戈林、愛娃·勃勞恩、海因里希·希姆莱，日本战时首相近卫文麿是使用氰化钾胶囊或者药丸自杀的著名例子。